# Adelchi Serena
Pour les articles homonymes, voir Serena (homonymie).
Adelchi Serena, né le 27 décembre 1895 à L'Aquila et décédé le 29 janvier 1970 à Rome, est un homme politique italien.

## Biographie
Il fonde le club de football L'Aquila Calcio 1927 en 1931, qu'il dirige jusqu'en 1934.
Il est ministre des Travaux publics de 1940 à 1941 et conseiller national de la Chambre des faisceaux et des corporations.

### Après le fascisme
Condamné à mort par contumace, il est gracié en 1947.
Il se retire totalement de la vie politique active, et meurt à Rome en 1970.